# Tricorythopsis undulatus
Tricorythopsis undulatus är en dagsländeart som först beskrevs av Allen 1967.  Tricorythopsis undulatus ingår i släktet Tricorythopsis och familjen Leptohyphidae. Inga underarter finns listade i Catalogue of Life.